# Stavanger Aftenblad
Stavanger Aftenblad, ofta bara kallad Aftenbladet, är en regiontidning för Stavanger/Sandnes, Jæren, Haugalandet, Ryfylke och Dalane i Rogaland fylke. Tidningens huvudkontor ligger i Stavanger och hade 2006 en genomsnittlig daglig upplaga på 67 283 exemplar (5 401 såldes som lösnummer och 61 882 som prenumerationer) och beräknades ha 183 000 läsare. Chefredaktör är Tom Hetland.

## Historik
Stavanger Aftenblad startades 1893 av prästen och Venstremannen Lars Oftedal. Efter Oftedals död 1900 övertog sonen Lars Oftedal d.y. redaktörsposten, som han behöll till sin död 1932. Hans son Christian S. Oftedal blev ny redaktör.
Under andra världskriget försökte Oftedal först att lyda under den nya censuren, men han avskedades 19 juni 1940 efter att ha vägrat skriva på ett diktat från ockupanterna. I augusti 1940 arresterades han för illegalt arbete och sattes i fångenskap. 16 april 1942 blev naziordföranden Johannes Kringlebotn insatt som redaktör. Därmed blev Stavanger Aftenblad den första tidningen i Norge som blev s.k. nyordnad (no. nyordnet).
Efter kriget ökade upplagan i rask takt och tidningen var snart den största i Stavanger. Ett nytt kontor byggdes i Stavanger, och där håller de fortfarande till. Christian Oftedal dog 1955. Per Thomsen tog över, sedan följde Jon Arnøy fr.o.m. 1977, och 1983 kom Thor Bjarne Bore, som satt kvar till millennieskiftet. Några dagar senare skakades den nye redaktören Jens Barland och övriga anställda av rättegången mot Europakorrespondenten Stein Viksveen, som misstänktes för spionage för Stasi. Utredningen lades dock senare ned. 
Fram till 1970-talet var Stavanger Aftenblad organ för det politiska partiet Venstre. Tidningen var länge en av Norges mest inflytelserika.
Stavanger Aftenblad har haft flera kända journalister, bl.a. Vegard Sletten, Klaus Sletten, Per Berle Thomsen, den under ockupationen tyskvänlige Karl Holter, författarna Alfred Hauge, Jan Inge Sørbø, kulturredaktören Odd Kvaal Pedersen, Ivar Johansen och Kjell Gjerseth, samt fast anställda som Lars Kristian Holst, konstnären Bjarne Menard Hansen och författaren Ronald Fangen samt skämttecknare som Henry Imsland, Kåre Eikeland och Roar Hagen.

## Stavanger Aftenblad idag
Stavanger Aftenblad består av moderbolaget Stavanger Aftenblad ASA, som ger ut tidningen Stavanger Aftenblad, driver Aftenbladet.no, Nettradio.no och Aftenbladet Mobil. Det helägda dotterbolaget TV Vest AS står för tv-sändningarna i Sør-Rogaland och lokal text-tv. Stavangerpuls AS säljer annonser för koncernens nätbaserade medier, Finn.no AS. Norsk Ombæring AS etablerades 2004 med sikte på att distribuera koncernens och andras publiktioner. Koncernens tryckeriverksamhet är fr.o.m. 1 januari 2005 frånskilt från Stavanger Aftenblad ASA och är nu ett eget bolag, Aftenbladet Trykk AS. Schibsted äger 31,5 % av Stavanger Aftenblad.
Stavanger Aftenblads huvudkontor ligger i Stavanger, men de har också avdelningskontor i Haugesund, Jørpeland, Sandnes, Bryne, Egersund, Flekkefjord och Oslo. Aftenbladet Trykk ligger på Lura i Sandnes.
Nätupplagan till Stavanger Aftenblad, Aftenbladet.no, hade 2004 cirka 46 000 besökare per dag.
Den 16 september 2006 gick tidningen, som en av de sista i Norge, över till tabloidformat.